# Classmates (film, 1924)

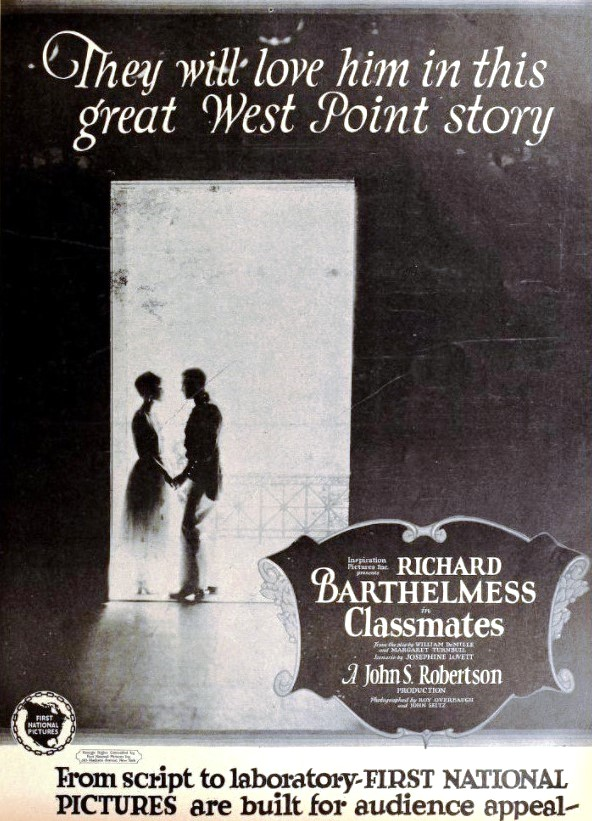
Annonce pour le film.

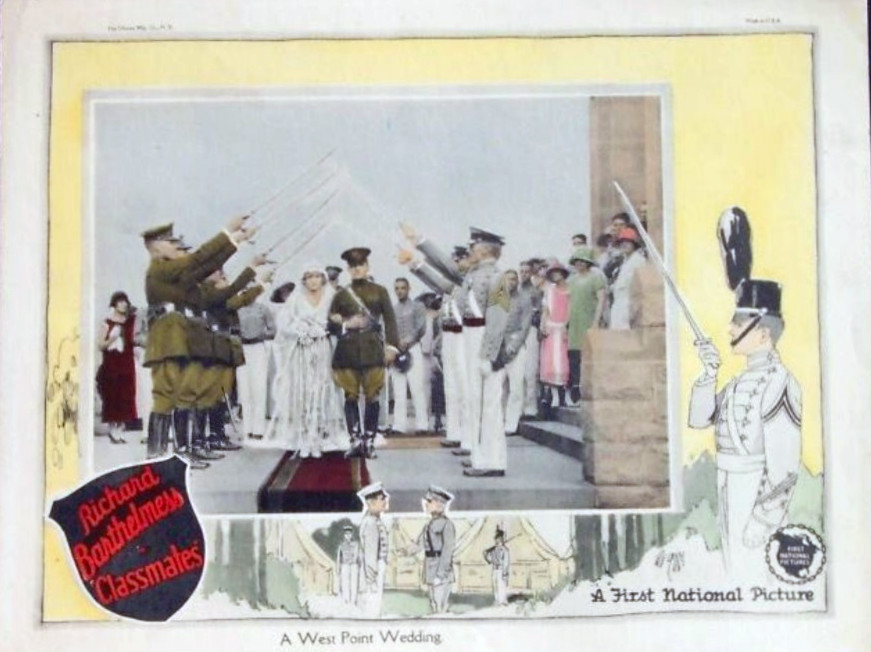
Carte promotionnelle pour le film.

Pour l’article homonyme, voir Classmates.
Classmates est un film américain réalisé par John S. Robertson, sorti en 1924.

## Synopsis
Duncan Irving Jr., fils d'un postier d'une petite ville de Caroline, est admis à l'Académie militaire de West Point. Il est amoureux de Sylvia Randolph, dont la famille est composée de riches snobs, dont son cousin, Bert, qui insulte ouvertement Duncan. Alors que Duncan est en fin d'études, Bert arrive à West Point et supporte mal les ordres des élèves plus âgés, en particulier de Duncan, qu'il considère comme inférieur socialement. Il provoque Duncan, qui le frappe. Feignant la cécité, il quitte l'académie et part en expédition dans la jungle en Amérique du Sud après avoir donné à Sylvia un récit erroné de la bagarre. Duncan, devenu ingénieur, rencontre Sylvia, qui refuse d'écouter ses explications et lui annonce qu'elle est fiancée à Bert. Ils apprennent que Bert et son compagnon se sont perdus dans la jungle et sont probablement morts. Pour se racheter, Duncan et ses amis partent à la recherche de Bert. Ils traversent toutes sortes d'épreuves, mais finissent par retrouver Bert. Tous retournent aux États-Unis et, lorsque Bert révèle la vérité, Duncan est réintégré dans ses fonctions. Une fois son diplôme obtenu, il épouse Sylvia.

## Fiche technique
- Réalisation : John S. Robertson
- Scénario : Josephine Lovett d'après la pièce Classmates[1] de William C. de Mille et Margaret Turnbull
- Production : 	Inspiration Pictures
- Photographie : Roy Overbaugh, John F. Seitz
- Montage : William Hamilton
- Genre : Drame[2]
- Distributeur : Associated First National
- Durée : 7 bobines
- Date de sortie : 23 novembre 1924

## Distribution

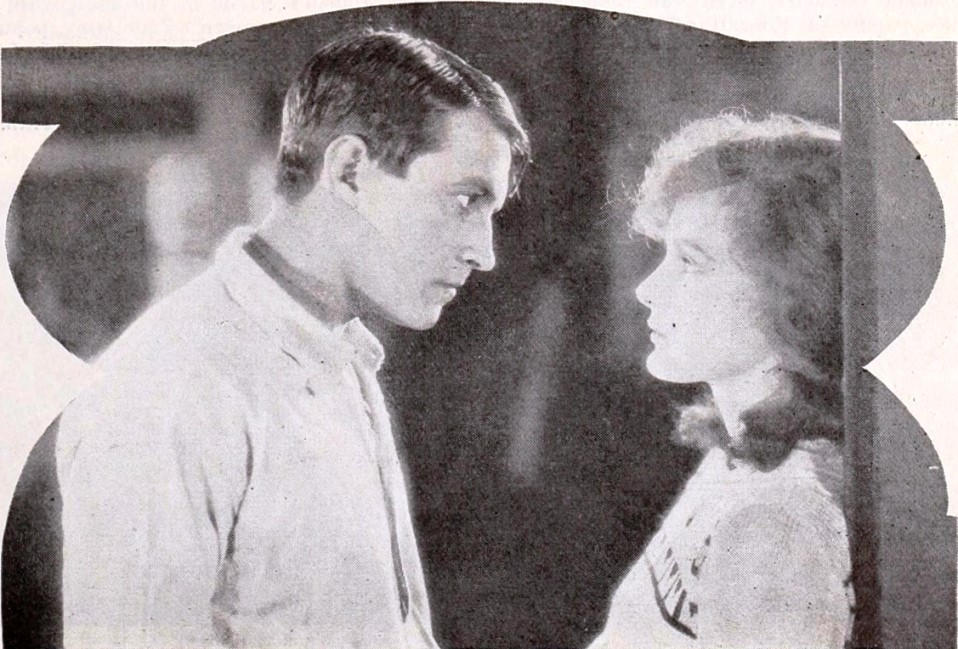
Richard Barthelmess et Madge Evans dans une scène du film.

- Richard Barthelmess : Duncan Irving Jr
- Charlotte Walker : Mrs. Stafford
- Madge Evans : Sylvia, sa nièce
- Reginald Sheffield : Bert Stafford, son fils
- Beach Cooke : Bubby Dumble
- Antrim Short : Jones
- Herbert Corthell : Drummer
- James Bradbury Jr: 'Silent' Clay
- Henry Balding Lewis : Major Lane
- Richard Harlan : A Halfbreed
- Claude Brooke : Duncan Irving Sr
- Chief Tony Tommy : Indian Guide
- Jack Oakie : (non crédité)